# Galium hintoniorum
Galium hintoniorum là một loài thực vật có hoa trong họ Thiến thảo. Loài này được B.L.Turner mô tả khoa học đầu tiên năm 1996.